# 2001 (álbum)
2001 (também conhecido como The Chronic 2001), é o segundo álbum de estúdio do rapper estadunidense Dr. Dre, lançado em 16 de novembro de 1999 pela Interscope Records. As sessões de gravação aconteceram durante 1997 até 1999, e a produção foi feita pelo próprio Dr. Dre com Mel-Man e Lord Finesse. É o segundo disco do artista, precendendo The Chronic, de 1992 e contém participações especiais de diversos rappers, como Snoop Dogg, Kurupt e Eminem. 2001 mostra uma expansão do gênero g-funk, misturado com temas do gangsta rap, como violência, promiscuidade, uso de drogas, gangues de rua e criminalidade.
O álbum estreou na segunda posição da Billboard 200, vendendo 516.000 cópias na sua primeira semana. 2001 trouxe três singles que também alcançaram sucesso, graças a isso o álbum recebeu 6 certificações de platina pela RIAA após seis milhões de cópias vendidas nos Estados Unidos até ao final de 2000. Apesar das críticas variadas sobre as letras de temática gangster do disco, 2001 recebeu uma avaliação positiva de grande parte dos críticos. O álbum foi creditado pelos compositores e especialistas de música como revitalizador do hip-hop da Costa Oeste após vários anos de obscuridade, mais especificamente desde a morte de Tupac Shakur. Com 7,800,000 cópias vendidas até Agosto de 2015, 2001 é o álbum mais vendido de Dr. Dre.

## Lista de músicas
| N.º | Título                   | Participação especial                                           | Duração |  |
| 1.  | "Lolo (Intro)"           | Xzibit, Tray-Dee                                                | 0:41    |  |
| 2.  | "The Watcher"            | Eminem (não creditado)                                          | 3:26    |  |
| 3.  | "Fuck You"               | Devin the Dude, Snoop Dogg                                      | 3:25    |  |
| 4.  | "Still D.R.E."           | Snoop Dogg                                                      | 4:30    |  |
| 5.  | "Big Ego's"              | Hittman                                                         | 3:57    |  |
| 6.  | "XXplosive"              | Hittman, Kurupt, Nate Dogg, 6-2                                 | 3:35    |  |
| 7.  | "What's the Difference?" | Eminem, Xzibit                                                  | 4:04    |  |
| 8.  | "Bar 1" ((Skit))         | Traci Nelson, Ms. Roq, Eddie Griffin                            | 0:51    |  |
| 9.  | "Light Speed"            | Hittman                                                         | 2:40    |  |
| 10. | "Forgot About Dre"       | Eminem                                                          | 3:42    |  |
| 11. | "Next Episode"           | Snoop Dogg, Nate Dogg                                           | 2:41    |  |
| 12. | "Let's Get High"         | Hittman, Kurupt, Ms. Roq                                        | 2:27    |  |
| 13. | "Bitch Niggas"           | Snoop Dogg, Hittman, 6-2                                        | 4:13    |  |
| 14. | "Car Bomb" ((Skit))      | Mel-Man, Charis Henry                                           | 1:00    |  |
| 15. | "Murder Ink"             | Hittman, Ms. Roq                                                | 2:28    |  |
| 16. | "Ed-ucation"             | Eddie Griffin                                                   | 1:32    |  |
| 17. | "Some L.A. Niggaz"       | DeFari, Xzibit, Knoc-turn'al, Time Bomb, King T, MC Ren, Kokane | 4:25    |  |
| 18. | "Pause 4 Porno" ((Skit)) | Jake Steed                                                      | 1:32    |  |
| 19. | "Housewife"              | Kurupt, Hittman                                                 | 4:02    |  |
| 20. | "Ackrite"                | Hittman                                                         | 3:39    |  |
| 21. | "Bang Bang"              | Knoc-turn'al, Hittman                                           | 3:42    |  |
| 22. | "Message"                | Mary J. Blige, Rell                                             | 5:04    |  |
| 23. | "Outro" (faixa bônus)    | Thomas Chong (não creditado)                                    | 0:25    |  |

## Paradas
| Ano  | Parada                                          | Posição topo |
| ---- | ----------------------------------------------- | ------------ |
| 1999 | Países Baixos Albums Chart                      | 17           |
| 1999 | Reino Unido UK Albums Top 100                   | 4            |
| 1999 | Estados Unidos Billboard 200                    | 2            |
| 1999 | Estados Unidos Billboard Top R&B/Hip-Hop Albums | 1            |
| 2000 | Bélgica Albums Chart (Flanders)                 | 13           |
| 2000 | Bélgica Albums Chart (Wallonia)                 | 36           |
| 2000 | Canadá Albums Chart                             | 2            |
| 2000 | França France Albums Chart                      | 15           |
| 2000 | Nova Zelândia Albums Chart                      | 11           |
| 2000 | Noruega Norway Albums Chart                     | 26           |
| 2000 | Suíça Swiss Music Charts                        | 50           |
| 2001 | Irlanda Ireland Albums Top 75                   | 7            |
| 2011 | Estados Unidos Billboard Top Catalog Albums     | 32           |

| Parada (2000)                                   | Posição |
| ----------------------------------------------- | ------- |
| Estados Unidos Billboard 200                    | 5       |
| Estados Unidos Billboard Top R&B/Hip-Hop Albums | 1       |

| Parada (2000s)                                  | Posição |
| ----------------------------------------------- | ------- |
| Estados Unidos Billboard 200                    | 17      |
| Estados Unidos Billboard Top R&B/Hip-Hop Albums | 1       |

## Certificações
| País           | Certificação | Data                   | Vendas    |
| -------------- | ------------ | ---------------------- | --------- |
| Austrália      | Ouro         | 2001                   | 35,000    |
| Canadá         | 5× Platina   | Maio de 2001           | 500,000   |
| Reino Unido    | Ouro         | 20 de Abril de 2000    | 100,000   |
| Estados Unidos | 6× Platina   | 21 de Novembro de 2000 | 7,230,000 |